# Giải Cánh diều cho đạo diễn xuất sắc phim truyện truyền hình
Giải Cánh diều cho đạo diễn xuất sắc phim truyện truyền hình là hạng mục trong hệ thống Giải Cánh diều, giải thưởng điện ảnh hàng năm của Hội Điện ảnh Việt Nam.

## Danh sách theo năm

### 2005–2009
| Năm  | Đạo diễn              | Tác phẩm                 | Chú thích   |
| ---- | --------------------- | ------------------------ | ----------- |
| 2005 | Nguyễn Quang          | Mạnh hơn công lý         | [ 1 ]       |
| 2005 | Đỗ Đức Thành          | Bảy ngày và một đời      | [ 1 ]       |
| 2006 | NSƯT Bùi Tuấn Dũng    | Đám cưới ở thiên đường   | [ 2 ]       |
| 2006 | NSƯT Đỗ Thanh Hải     | Nhà có ba chị em         | [ 2 ]       |
| 2007 | NSND Nguyễn Hữu Phần  | Ma làng                  | [ 3 ]       |
| 2008 | NSƯT Nhâm Minh Hiền   | Hoa thiên điểu           | [ 4 ]       |
| 2008 | NSƯT Nguyễn Chánh Tín | Chết lúc nửa đêm         | [ 4 ]       |
| 2009 | NSND Nguyễn Thanh Vân | Lều chõng                | [ 5 ] [ 6 ] |
| 2009 | NSND Phạm Nhuệ Giang  | Khoan nói lời yêu thương | [ 5 ] [ 6 ] |

### Thập niên 2010s
| Năm  | Đạo diễn              | Tác phẩm                     | Chú thích     |
| ---- | --------------------- | ---------------------------- | ------------- |
| 2010 | NSƯT Lê Cung Bắc      | Vó ngựa trời Nam             | [ 7 ]         |
| 2011 | Nguyễn Dương          | Khát vọng thượng lưu         | [ 8 ]         |
| 2012 | Đào Duy Phúc          | Thái sư Trần Thủ Độ          | [ 9 ] [ 10 ]  |
| 2013 | NSƯT Nhâm Minh Hiền   | Thuyền giấy                  | [ 11 ]        |
| 2014 | Quách Khoa Nam        | Người chồng điên             | [ 12 ]        |
| 2015 | NSƯT Nguyễn Danh Dũng | Khi đàn chim trở về (phần 3) | [ 13 ] [ 14 ] |
| 2016 | NSND Trọng Trinh      | Zippo, mù tạt và em          | [ 15 ]        |
| 2016 | Bùi Tiến Huy          | Zippo, mù tạt và em          | [ 15 ]        |
| 2017 | NSƯT Lưu Trọng Ninh   | Thương nhớ ở ai              | [ 16 ]        |
| 2017 | Bùi Thọ Thịnh         | Thương nhớ ở ai              | [ 16 ]        |
| 2018 | Nguyễn Khải Anh       | Ngày ấy mình đã yêu          | [ 17 ]        |
| 2019 | NSƯT Nguyễn Danh Dũng | Về nhà đi con                | [ 18 ]        |

### Thập niên 2020s
| Năm  | Đạo diễn             | Tác phẩm            | Chú thích            |
| ---- | -------------------- | ------------------- | -------------------- |
| 2020 | NSƯT Nguyễn Mai Hiền | Hồ sơ cá sấu        | [ 19 ]               |
| 2021 | Bùi Tiến Huy         | Thương ngày nắng về | [ 20 ] [ 21 ] [ 22 ] |